# 小栗判官
小栗判官（おぐりはんがん）は、伝説上の人物であり、またこれを主人公として日本の中世以降に伝承されてきた物語。妻・照手姫の一門に殺された小栗が閻魔大王の計らいで蘇り、姫と再会し、一門に復讐するという話で、説経節の代表作であり、浄瑠璃や歌舞伎などになった。常陸国小栗御厨（現在の茨城県筑西市）にあった小栗城の城主である常陸小栗氏の小栗満重や、その子・小栗助重がモデルとされる。

## 概要
「小栗の判官」「おぐり判官」「をくりの判官」「をくり」「おくり」などの名でも伝えられる。伝承は多く残っており、後に創作されたものもあり、それぞれにかなりの相違が見られる。説経節や浄瑠璃、歌舞伎など多くに脚色されている。また縁のある土地にもそれぞれの伝承が残っており、小栗の通った熊野街道は小栗街道とも呼ばれる。
人物としての小栗判官は、藤原正清、名は助重、常陸の小栗城主。京の貴族藤原兼家と常陸国の源氏の母の間に生まれ、83歳で死んだとされるが、15、16世紀頃の人物として扱われることもある。乗馬と和歌を得意とした。子宝に恵まれない兼家夫妻が鞍馬の毘沙門天に祈願し生まれたことから、毘沙門天の申し子とされる。

## 神奈川県を舞台とした伝説

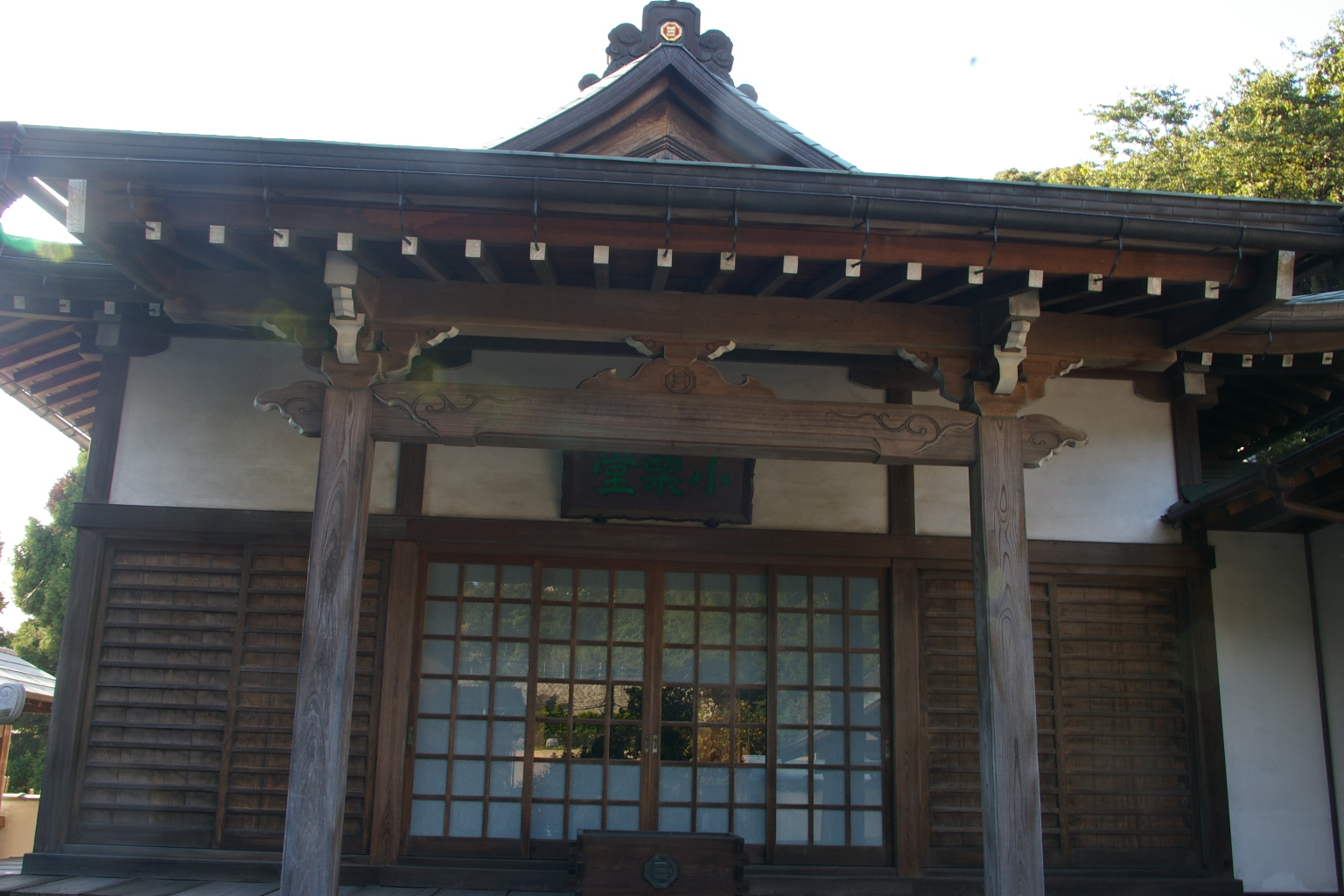
藤沢市遊行寺（清浄光寺）長生院（小栗堂）

### 藤沢市

#### 遊行寺長生院の伝承
長生院に伝わる小栗略縁起は以下のようなものである。

これは後小松院の御世 の出来事である。
常陸国小栗城城主、小栗満重は、讒言により謀反の疑いをかけられ、鎌倉方に攻め落とされた。子の小次郎助重ともども三河へ脱出を図った親子は離ればなれとなり、助重は甲斐方面から脱出した。
10人の家来とともに東海道を下る満重が相模の藤沢に差し掛かったところで日が暮れてしまった。そこに横山太郎と名乗る者が一行を呼び止め、宿を提供しようと申し出た。横山は、旅人を殺し金品を奪う盗賊であった。
この屋敷には照手という遊女が居た。本来上皇や法皇の御所をまもる武士である北面武士の子であったが、早くに父母に死に別れ、横山に拾われたという。
横山は宴の場で、桜に一頭の馬を繋ぎ留め、『これは人を噛み殺すほどの暴れ馬で、鬼鹿毛（おにかげ）と呼ばれている。近寄ってはならぬ』と伝えたところ、満重はこれを巧みに操ってみせた。たちまち満重の力量を察した横山は、到底敵わないとみて酒に毒を盛る作戦を案じた。横山の企てを密かに照手に告げられていた満重は気分が悪いと酒を拒んだが、無理やり横山に押し付けられて臭気を吸い卒倒する。家臣も泥のような血を吐きながら息絶えた。横山は満重一行の所持品一切合財を剥ぎ取り、手下に命じ11人の屍を上野ヶ原に捨てさせた。
同じ頃、遊行寺（清浄光寺）の遊行十四代太空上人は、閻魔大王の使者と名乗る者が差し出す書状を読む夢を見た。広げてみると、『常陸国の小栗満重と家臣達が上野ヶ原に倒れている。満重の命だけは救うので急いで向かい、熊野で湯治させるように』と書かれていた。目覚めた上人がお告げに従って弟子と共に向かってみると、野犬や鳥に喰い荒らされる亡骸の中で僅かに手足が動く者を見つけた。満重とみた上人は車に乗せ連れ帰り、『この者は熊野の湯に向かう病人である。わずかでも車を引いて助けた者には千の僧への供養にも勝る功徳が与えられよう』と記した札を車に据え付けた。街道沿いの人々に助けられ熊野に辿り着いた満重は、温泉の効用と熊野権現の霊験により快方に向かった。
一方、横山の狼藉を目撃した照手姫は屋敷を脱走して東方に向かうが、やがて追手に捕まり侍従川に沈められる。危ういところを金沢六浦の漁師によって偶然助けられるも、漁師の女房に美しさを妬まれてさまざまな虐待を受け、最後には六浦浜で人買いの手に売り飛ばされてしまう。照手は売られては移り、移っては売られて各地を転々とする日々を送り、美濃の青墓まで流れ着いた。

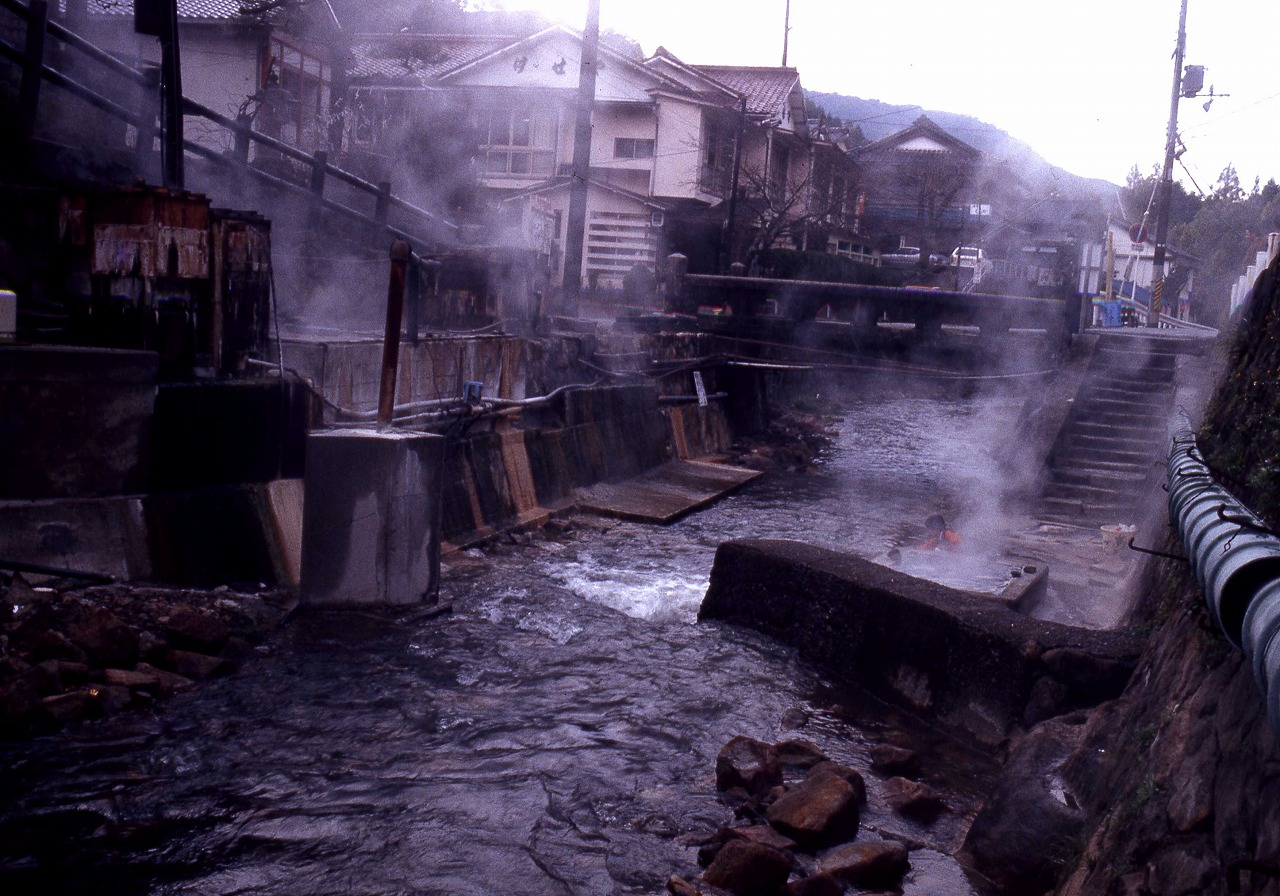
小栗伝説にふさわしい佇まいを残す湯の峰温泉（上流より湯筒が見えるあたり。）

すっかり回復した満重は三河に向かい、同族の支援を得て、京都で沙汰を受けることとなった。事の顛末を打ち明け、身の潔白を訴えた満重は鎌倉方の許しを得ることに成功し、再び常陸の領地を与えられ判官となった。さらに、仇敵の横山を討ちとり、遊行上人に深く礼を述べるとともに家来を弔った。後に満重は下女として働いていた照手を見つけ出し、夫婦となった。応永33年（1426年）3月に満重は亡くなり、弟の助重が領地を継いで遊行寺に満重と家来の墓を建てた。照手姫は仏門にはいり、長照比丘尼の諱を授かり永享元年（1429年）に遊行寺内に草庵を結んだという。永享12年（1440年）10月14日永眠。

#### 西俣野の伝承
藤沢市西俣野にある花応院には、焼失した近隣の閻魔堂より移された小栗判官縁起絵図が伝わる。主人公が満重の子・小次郎助重である、照手が横山大膳の娘である等、長生院の縁起と相違がみられる。なお、閻魔堂に祀られていた判官の墓がこちらにも現存する。

#### 鎌倉大草紙

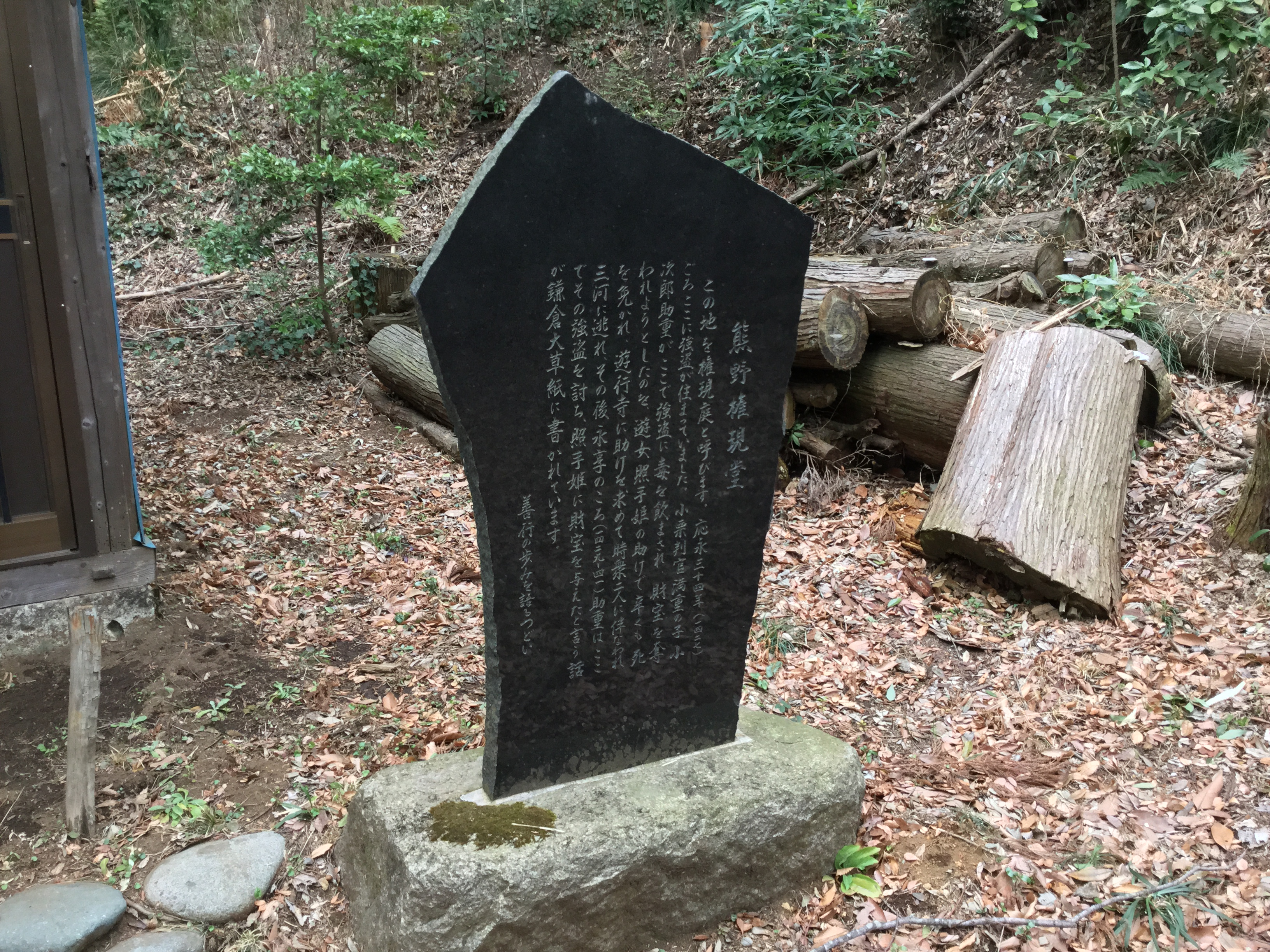
小栗判官伝説をつたえる熊野権現堂の碑（神奈川県藤沢市石川）

鎌倉大草紙には異なる話が書かれている。満重が三河の国に脱出した頃、判官の子である小次郎助重とその家来は相模国権現堂に泊まった。屋敷に出入りする盗賊に毒を盛られたが、気が合った屋敷の遊女のひとり、照姫に進言された助重は酒を口にしなかった。
知らずに飲んだ遊女たちと家来は酔って寝込んでしまった。助重は盗賊が用意していた暴れ馬を巧みに乗りこなし、遊行寺にいったん逃げ込み助けを求めたのち、三河へと脱出に成功した。後に照姫を探し出して宝を与え、盗賊を退治したという。

#### バリエーション
- 小栗略縁起に繋がるエピソードである。

横山の屋敷を脱した照手が捕まり、川に投げ込まれた頃、もう一名照手の行方を捜す者がいた。長年照手につき従った乳母である。照手を見失った彼女は悲嘆のあまり、川に身を投げてしまった。これが侍従川の由来だという。
- 長生院に伝わる閻魔像の謂れとして、小栗判官と従者が毒殺された際、判官の伯父である13代遊行上人[注釈 14]の夢枕に閻魔王が現れ、判官の無事を伝えたという[7]。

### 相模原の伝説
清浄光寺（遊行寺）と並ぶ時宗の有力道場、無量光寺が建つ神奈川県相模原市でも複数の伝説が伝わる。舞台とされる場所も複数あるが、いずれも横山家が相模原に居を構えたとするのはおよそ共通である
。照手姫は横山の親族という点は説教節と共通しているが
、さらに当地出身と伝える伝承、史跡が残る。
- 照手姫は横山家の娘で、敵対者である小栗判官と娘の交際に激怒した父は小栗の暗殺を謀るが失敗、逆に討ち取られる。
- 照手姫は横山家の娘で、人喰い馬の鬼鹿毛を手懐けた小栗に感服し、姫との結婚を認める。
- 照手姫は領主の娘で、家督と照手姫を狙っていた姫の親族、横山家の者が小栗と家臣を謀殺する。小栗が復活してからの流れは藤沢の伝承と同様。

## 説経節にみる小栗判官伝説
正本として、延宝3年（1675年）「おぐり判官」（作者未詳）、年未詳「をくりの判官」（佐渡七太夫豊孝）その他がある。
鞍馬の毘沙門天の申し子として生を受けた二条大納言兼家の嫡子小栗判官が、ある日鞍馬から家に戻る帰路、菩薩池の美女に化けた大蛇の美しさに抗し切れず交わり、妻としてしまう。大蛇は懐妊するが、子の生まれることを恐れて隠れようとした神泉苑に棲む龍女と格闘になる。このために7日間も暴風雨が続き、小栗は罪を着せられ常陸の国に流された。この場所にて小栗は武蔵・相模の郡代横山のもとにいる美貌の娘である照手姫のことを行商人から聞かされ、彼に頼んで照手に文を渡す。照手姫から返事を受け取るや、小栗は10人の家来とともに、照手姫のもとに強引に婿入りする。これに怒った横山によって、小栗と家来達は毒殺され、小栗は上野原で土葬に、家来は火葬にされる。照手姫は相模川に流され、村君太夫に救われるが、姥の虐待を受け、千手観音の加護により難を逃れたものの人買いに売り飛ばされ、もらわれた美濃国青墓宿の万屋でこき使われる。
一方、死んだ小栗と家来は閻魔大王の裁きにより「熊野の湯に入れば元の姿に戻ることができる」との藤沢の遊行上人宛の手紙とともに現世に送り返される。餓鬼阿弥が小栗の墓から現われたのを見た上人は手紙を読み、餓鬼阿弥と化した小栗を車に乗せると胸の木札に「この車を引くものは供養になるべし」と書きしたためた。多くの人に引かれた車は美濃の青墓に到着する。常陸小萩の名で働いていた照手姫は餓鬼阿弥が小栗であると知らずに5日間に渡って大津まで車を引き、ついに熊野に到着する。

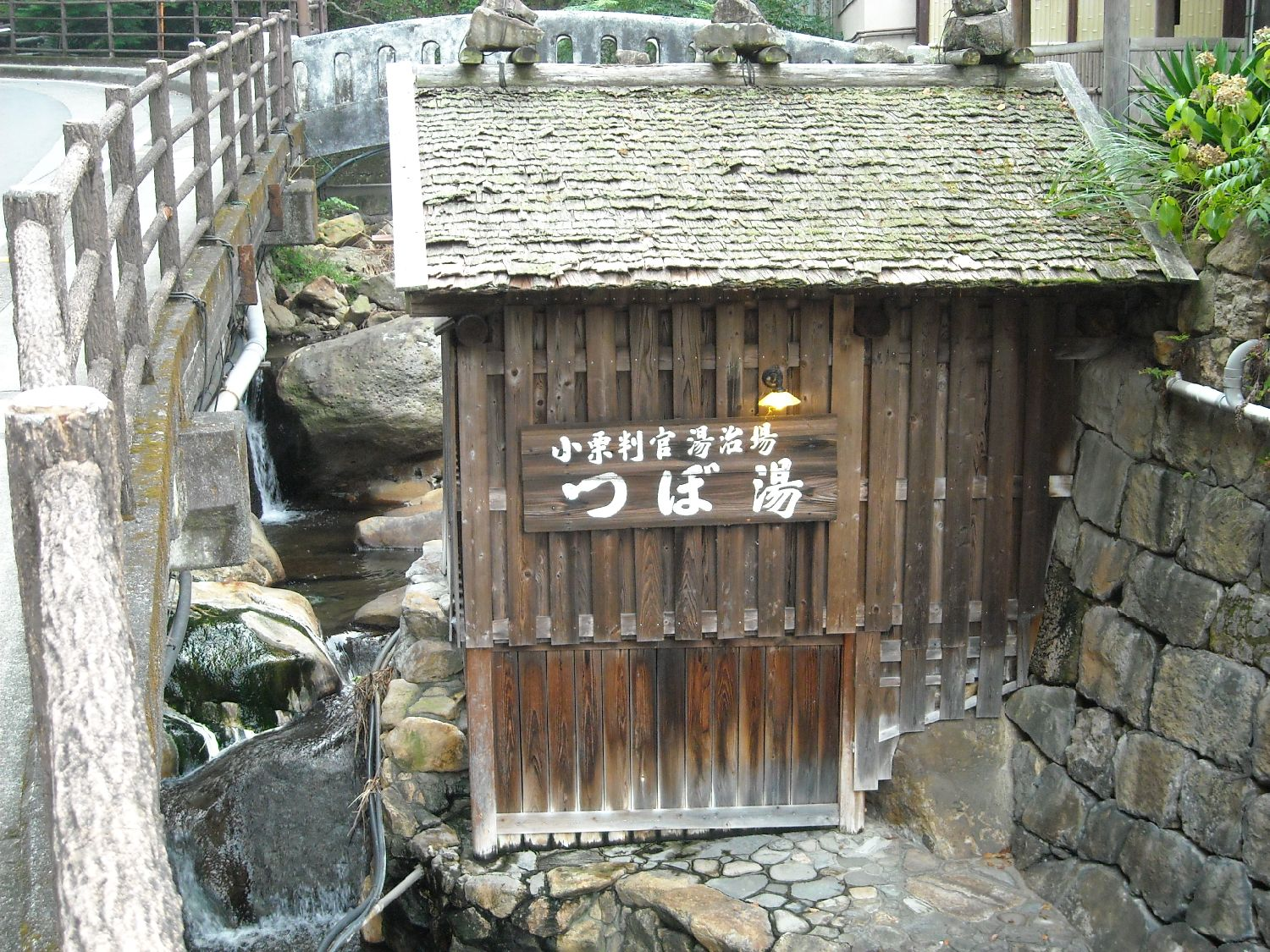
湯の峰温泉つぼ湯

熊野・湯の峰温泉の薬効にて49日の湯治の末、小栗の業病は完治し元の体に戻ることができる。その後、小栗は京に戻り天皇により死からの帰還は珍事であると称えられ、常陸・駿河・美濃の国を賜ることになる。また、車を引いてくれた小萩を訪ね彼女が照手姫であることを知り、姫とともに都に上った。やがて小栗は横山を滅ぼし、死後は一度死んで蘇生する英雄として美濃墨俣の正八幡（八幡神社）に祀られ､照手姫も結びの神として祀られた。

## その他の伝承、文献
御物絵巻「をくり」、奈良絵本「おくり」があり、これらは説教節から詞章を得ていると見られている。また瞽女歌の中にも類似の物語が残っている。
- 神奈川県相模湖町の伝承

同町内の美女谷温泉周辺で照手姫が生まれたと伝わる。
- 神奈川県城山町の伝承

同町内に小栗の屋敷が存在したと伝わる。
- 茨城県筑西市の伝承

## 小栗判官を題材とした後年の作品
近年では、1991年（平成3年）に初演された梅原猛作のスーパー歌舞伎『オグリ』、1994年の大野一雄による舞踏『小栗判官照手姫』、2001年の遊行舎による遊行かぶき『小栗判官と照手姫－愛の奇蹟』（説教節・政太夫）、2009年（平成21年）の宝塚歌劇団花組公演『オグリ! 〜小栗判官物語より〜』（木村信司作・演出、壮一帆主演）、2014年のオペラシアターこんにゃく座公演・オペラ『おぐりとてるて』、1982年に初演された遠藤啄郎脚本・演出の横浜ボートシアター仮面劇『小栗判官照手姫』などがある。また1990年に、近藤ようこによって漫画化・発表されている。